# Leontice leontopetalum
Leontice leontopetalum là một loài thực vật có hoa trong họ Hoàng mộc. Loài này được L. mô tả khoa học đầu tiên năm 1753.

## Hình ảnh

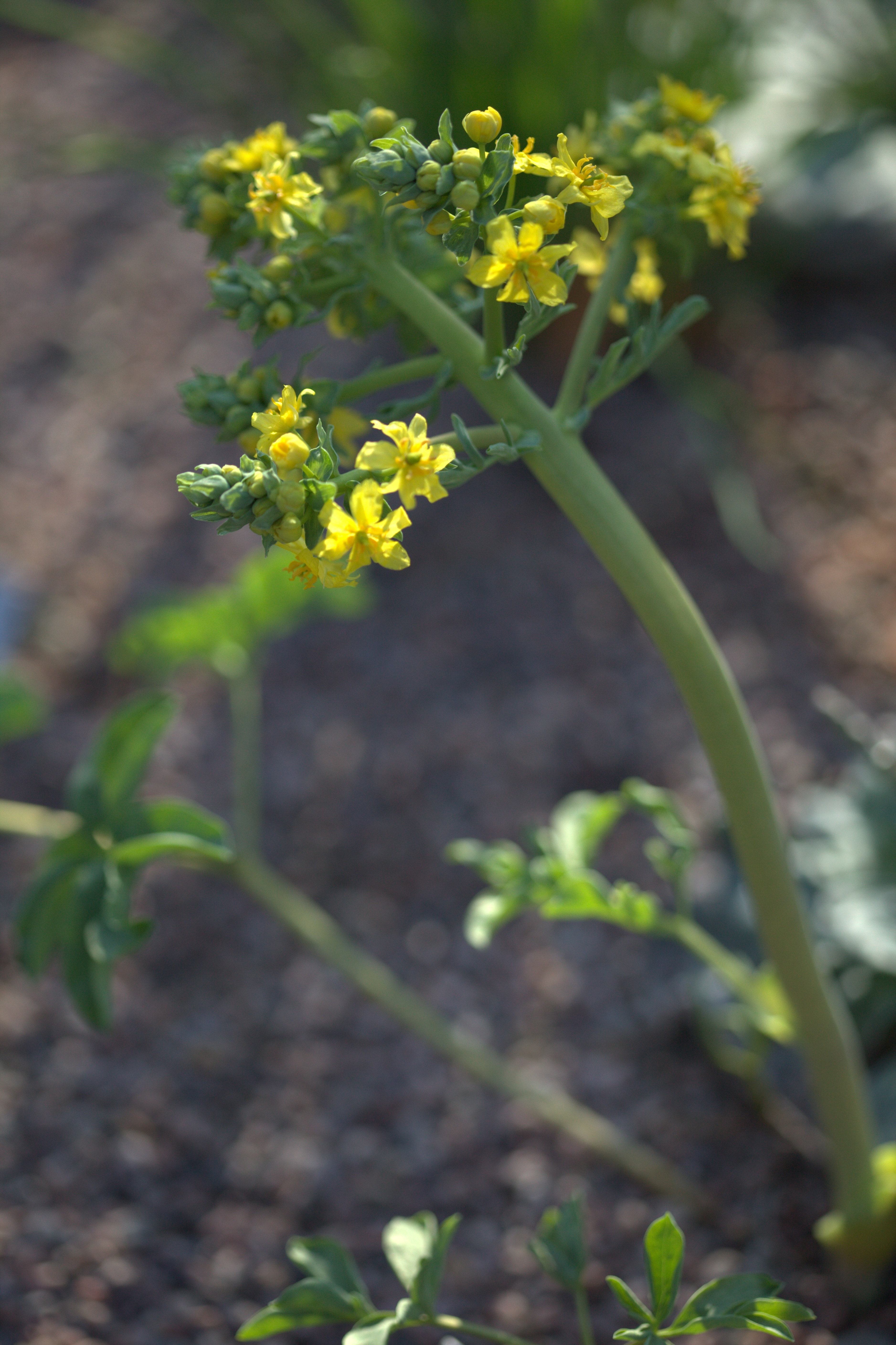